# Mark Haast
Mark Haast (1991) is een Nederlandse schaker. In 2020 werd hem door de FIDE de titel Internationaal Meester (IM) toegekend.
Mark Haast komt uit een schaakgezin. Zijn vader en zus Anne spelen schaak en zijn twee broers, Rob en Koen, hebben schaak gespeeld, maar leggen zich nu toe op het waterpolo, een sport die hij zelf ook beoefent.
Haast speelde het paasweekend van 27 en 28 maart 2005 in Groot-Brittannië in het Young Sharks toernooi, het slot van de Britse schoolschaakcompetitie. De toen 13-jarige Mark won het toernooi met 6 uit 6. 

## Externe koppelingen
- (en)   Informatie over schaakpartijen van Mark Haast op ChessGames.com
- (en)   Informatie over schaakpartijen van Mark Haast op 365chess.com
- (en)  FIDE-ratinggegevens voor Mark Haast